# Ace o Bat-Cão
Ace, o Bat-Cão (em inglês:  Ace the Bat-Hound) é um personagem canino, companheiro na luta contra o crime de Batman e Robin nos quadrinhos da DC Comics, entre as décadas de 1950 e 1960. Ace estreou-se na revista Batman #92 de Julho de 1955.[carece de fontes?] Criado pelo escritor Bill Finger e pelo artista Sheldon Moldoff, Ace foi inspirado no sucesso de Krypto quando este estreou em Adventure Comics #210 (Março de 1955), e pelos cães pastores-alemães dos filmes e das cinesséries da época, como Rin Tin Tin e Ace the Wonder Dog. Originalmente Ace era retratado como um cão similar a um pastor-alemão, posteriormente passando a ser retratado em outras adaptações como um cão Dogue alemão preto ou similar, como na série animada Batman Beyond. No filme animado DC League of Super-Pets, Ace é um boxer. O nome Ace é o equivalente em inglês ao Ás, uma carta de baralho.